# Солдатов, Анатолий Григорьевич
Анато́лий Григо́рьевич Солда́тов (6 [19] декабря 1904, с. Попадьино, Рязанская губерния — 13 марта 1976, Москва) — деятель советской оборонной промышленности; лауреат Сталинской премии (1949).

## Биография
Родился 6 (19) декабря 1904 года в селе Попадьино Рязанской губернии в крестьянской семье.
С ноября 1921 г. учился на Воткинском вечернем рабочем факультете, с 1922 г. — на Пермском рабочем факультете. В мае 1924 г. поступил на механический факультет Томского технологического института, с 1925 г. перевёлся на аналогичный факультет Московского высшего технического училища имени Н. Э. Баумана, который окончил в 1930 г., получив диплом инженера-механика.
Работал в Москве — техническим руководителем таксомоторной базы, с ноября 1930 года (был мобилизован в РККА) — на заводе № 24 (контролёр опытного цеха, начальник производства). В июне 1940 г. назначен главным инженером, с декабря того же года — директором завода № 33. В октябре 1941 г. организовал эвакуацию завода в г. Молотов, где продолжил руководство им.
С апреля 1942 г. возглавил в Молотове завод № 19 имени И. В. Сталина. Под его руководством коллектив завода 19 раз побеждал в соревнованиях и награждался знаменем Государственного комитета обороны (1942—1945). В 1944 г. присвоено воинское звание «генерал-майор инженерно-технической службы». Руководил внедрением в производство моторов АШ-82, АШ-82Ф, АШ-82ФН, АШ-82В, АШ-73ТК, АШ-62ИР; организовал производство жидкостных ракетных двигателей, твердотопливных ракет, агрегатов автоматики и средств связи на оборонных заводах Перми.
В 1953—1957 гг. последовательно возглавлял XI главное управление Министерства оборонной промышленности СССР, II и VI главные управления Министерства авиационной промышленности СССР.
С мая 1957 по сентябрь 1960 г. — председатель Совета Народного Хозяйства Молотовского / Пермского административного экономического района, затем по декабрь 1962 г. — председатель Совета Народного Хозяйства Вологодского административного экономического района. Благодаря энергии А. Солдатова изменился облик Перми: строилось благоустроенное жильё, по его инициативе реконструированы театр оперы и балета, Комсомольский проспект, построены больничный комплекс и городской Дворец культуры.
В 1960 и в 1962—1965 гг. — начальник Главного технического управления Всероссийского Совета Народного Хозяйства, затем работал директором агрегатного завода «Знамя».
Избирался депутатом Верховного Совета СССР 5-го созыва (1958—1962; член Совета Союза от Пермской области).
В 1972 году вышел на пенсию.
Умер 13 марта 1976 года в Москве.

## Награды
- орден «Знак Почёта» (31.12.1936)
- орден Ленина (1943)
- орден Кутузова I степени (16.09.1945)
- орден Отечественной войны I степени (1945)
- орден Ленина (1949)
- Сталинская премия (1949)
- орден Октябрьской Революции (1968)
- многие медали СССР

## Память
- С 1976 г. имя А. Солдатова носит одна из улиц Перми (бывшая Нердвинская)[6].
- Муниципальный Дворец культуры Перми носит имя А. Солдатова.
- 20 декабря 2004 года к 100-летия со дня рождения А. Солдатова открыты мемориальные доски на здании бывшего Пермского Совнархоза (ул. Орджоникидзе, 15) и на здании муниципального Дворца культуры.
- В Сквере моторостроителей (Пермь) в 2009 г. открыт памятник А. Г. Солдатову (скульптор Борис Петров, Санкт-Петербург)[7].